# گروه‌های قومی تاییدنشده در چین
گروه‌های قومی تاییدنشده در چین (انگلیسی: Unrecognized ethnic groups in China) شامل چندین گروه قومی هستند که برخلاف فهرست گروه‌های قومی در چین به‌طور رسمی توسط دولت چین مورد تأیید قرار نگرفته‌اند و بر روی هم بیش از ۷۳۰ هزارنفر جمعیت دارند.